# Crepidium yamapense
Crepidium yamapense är en orkidéart som först beskrevs av Marg., Szlach. och Piotr Rutkowski, och fick sitt nu gällande namn av Marg.. Crepidium yamapense ingår i släktet Crepidium, och familjen orkidéer. Inga underarter finns listade i Catalogue of Life.